# Ŧ
O T barrado, ou T listrado, Ŧ (minúscula: ŧ) é uma letra do alfabeto latim utilizado nas línguas lapônicas e na língua balanta, no Senegal.
Em lapão e balanta, a letra  Ŧ (T barrado) corresponde ao th do inglês, no ponto de vista da fonética (thing, thought), /θ/ no alfabeto fonético internacional. É uma das menos utilizadas atualmente entre as letras preservadas como símbolos das línguas lapônicas.

## Representação na informática
- Capitular  Ŧ : U+0166
- Minúscula  ŧ : U+0167